# Brongniartella
Pour les articles homonymes, voir Brongniartella (homonymie).
Genre
Brongniartella est un genre d'algues rouges de la famille des Rhodomelaceae. Il a été nommé d'après le naturaliste Adolphe Brongniart.

## Liste d'espèces
Selon AlgaeBase (6 mai 2012) :
- Brongniartella australis (C.Agardh) F.Schmitz
- Brongniartella byssoides (Goodenough & Woodward) F.Schmitz (espèce type)
- Brongniartella patersonis (Sonder) De Toni (Sans vérification)

Selon Catalogue of Life (6 mai 2012) :
- Brongniartella australis
- Brongniartella byssoides
- Brongniartella elegans
- Brongniartella mucronata

Selon ITIS (6 mai 2012) et NCBI (6 mai 2012) :
- Brongniartella byssoides

Selon World Register of Marine Species (6 mai 2012) :
- Brongniartella australis (C.Agardh) F.Schmitz, 1893
- Brongniartella byssoides (Goodenough & Woodward) F.Schmitz, 1893
- Brongniartella elegans Bory de Saint-Vincent

## Référence
- Schmitz, C.J.F. (1893). "Die Gattung Lophothalia J.Ag" Ber. Dtsch. Bot. Ges. 11:212–32.